# Georgenberg (Landschaftsschutzgebiet)
Der Georgenberg ist ein vom Landratsamt Reutlingen am 10. Juli 1958 durch Verordnung ausgewiesenes Landschaftsschutzgebiet auf dem Gebiet der Stadt Pfullingen.

## Lage
Das nur etwa 7 Hektar große Landschaftsschutzgebiet liegt westlich von Pfullingen und südlich des Reutlinger Stadtteils Georgenberg und umfasst die Kuppe des gleichnamigen Bergs. Es gehört zum Naturraum Mittleres Albvorland.
Es liegt in der Entwicklungszone des Biosphärengebiets Schwäbische Alb.

## Landschaftscharakter
Der landschaftsprägende Georgenberg ist ein durch Reliefumkehr herausgearbeiteter Vulkanschlot des Schwäbischen Vulkans und hat eine nahezu perfekte Kegelform. Die Kuppe ist waldfrei mit Magerrasen und Relikten der früheren Weinbaunutzung. Es ist noch die frühere Terrassierung zu erkennen und einige Reste der Weinbergsvegetation (z. B. Bunte Schwertlilie, Weinreben …) sind ebenfalls zu finden. Die unterhalb liegenden Hänge sind bewaldet.